# Trello
Trello è un software gestionale in stile Kanban basato sul web. Originariamente prodotto da Fog Creek Software nel 2011, è stato trasferito ad una società separata nel 2014, per essere successivamente venduto ad Atlassian nel gennaio 2017. La società ha sede a New York.

## Storia
Trello fu annunciato durante un evento TechCrunch dal fondatore di Fog Creek Joel Spolsky. La rivista Wired descrisse l'applicazione nel settembre 2011 come una delle "7 startup più belle di cui non hai ancora sentito parlare". Lifehacker ha affermato che "rende la collaborazione di progetto semplice e divertente".
Nel 2014, ha raccolto 10,3 milioni di dollari in finanziamenti da Index Ventures e Spark Capital.
Nel maggio 2016, Trello ha affermato di avere oltre 1,1 milioni di utenti attivi giornalieri e 14 milioni di registrazioni totali.
Il 9 gennaio 2017, Atlassian ha annunciato l'intenzione di acquisire Trello per $ 425 milioni. La transazione è stata effettuata con $ 360 milioni in contanti, mentre i restanti $ 65 milioni sono stati effettuati con azioni e opzioni. Trello aveva precedentemente venduto il 22% delle sue azioni ad altri investitori, mentre la maggioranza rimanente era detenuta dai fondatori Michael Pryor e Joel Spolsky al momento dell'acquisizione.
Nel dicembre 2018 Trello ha annunciato l'acquisizione di Butler, società sviluppatrice di un Power-Up per l'automazione delle attività all'interno di una scheda Trello.
Al marzo 2019, Trello è adottato da oltre 35 milioni di utenti.
Nel 2020 Craig Jones, l'allora direttore delle operazioni di sicurezza informatica di Sophos, ha scoperto che la società ha esposto per errore dati identificativi personali dei suoi utenti attraverso i forum pubblici di Trello.
Il 16 gennaio 2024 Trello ha subito una fuga di dati contenente oltre 15 milioni indirizzi di posta elettronica, nomi e nomi utente univoci. I dati sono stati pubblicati su un popolare forum di pirateria, e il 22 gennaio 2024 la violazione è sta inserita nel celebre sito Have I Been Pwned. I dati sono stati ottenuti enumerando una risorsa accessibile al pubblico utilizzando indirizzi e-mail provenienti da precedenti corpora di violazioni.

## Utilizzo
Gli utenti possono creare le loro schede attività con più colonne e scambiare le attività tra di loro. In genere le colonne sono organizzate in stati dell'attività: Da fare, In corso, Fatto. Il software è utilizzabile per uso personale e aziendale. Ha una varietà di possibilità di impiego, come la gestione immobiliare, la gestione di progetti software, i bollettini scolastici, la pianificazione delle lezioni, la contabilità, il web design, i giochi e la gestione di casi legali. Una ricca API e la funzionalità di posta elettronica consentono l'integrazione con i sistemi aziendali o con servizi di integrazione basati su cloud come IFTTT e Zapier.

## Architettura
Secondo un post sul blog di Fog Creek del gennaio 2012, il client era un web layer estremamente compatto che scaricava l'applicazione principale, scritta in CoffeeScript e compilata in JavaScript minificato, utilizzando Backbone.js, HTML5 .pushState() e il linguaggio di template Mustache. Il lato server è stato creato sulla base di MongoDB, Node.js e una versione modificata di Socket.io.

## Critica
Il 26 gennaio 2017, PC Magazine ha dato a Trello un 3,5/5, definendolo "flessibile" e dicendo che "puoi diventare piuttosto creativo", pur rilevando che "potrebbe essere necessaria una sperimentazione per capire come utilizzarlo al meglio per il tuo team e come gestire il carico di lavoro".